# Diocesi di Geropoli
La diocesi di Geropoli è una sede soppressa del patriarcato di Costantinopoli e una sede titolare della Chiesa cattolica (in latino Dioecesis Hieropolitana).
Le fonti ufficiali ecclesiastiche d'epoca bizantina, le Notitiae Episcopatuum e gli atti dei concili ecumenici, chiamano questa diocesi "Gerapoli" e non "Geropoli".

## Storia
Geropoli, identificabile con Koçhisar nel distretto di Sandıklı in Turchia, è un'antica sede episcopale della provincia romana della Frigia Salutare nella diocesi civile di Asia. Faceva parte del patriarcato di Costantinopoli ed era suffraganea dell'arcidiocesi di Sinnada.
La sede non appare nell'opera Oriens Christianus di Michel Le Quien, che confonde questa diocesi con quella omonima della Frigia Pacaziana, a cui l'autore assegna tutti i vescovi.
Nelle Notitiae Episcopatuum del patriarcato la diocesi è sempre indicata come Gerapoli e mai come Geropoli, benché i suoi abitanti la chiamassero sovente con quest'ultimo nome proprio per distinguerla dalla sede della Frigia Pacaziana. Nelle Notitiae la diocesi è menzionata fino al XII/XIII secolo.
Il primo vescovo di Gerapoli di Frigia Salutare è sant'Abercio, che subì il martirio all'epoca dell'imperatore Marco Antonino, ed è ricordato nel Martirologio romano alla data del 22 ottobre: «A Gerapoli in Frigia, nell'odierna Turchia, sant'Abercio, vescovo, che, discepolo di Cristo buon pastore, a quanto si narra, fu condotto dalla fede pellegrino per molte regioni, nutrendosi di mistico cibo». Questo santo è noto da numerose fonti agiografiche e da una lunga iscrizione in versi scoperta nel 1883, che non riporta dati cronologici precisi e nel quale non si accenna al suo episcopato; secondo Pétridès, Abercio fu probabilmente solo un sacerdote, vissuto alla fine del II secolo.
Incerta è l'attribuzione della sede del vescovo Flacco. Questi prese parte al concilio di Nicea del 325 come vescovo di Gerapoli di Frigia, senza ulteriori indicazioni. Inoltre fu tra i vescovi orientali che abbandonarono il concilio di Sardica e che, verso il 343/344, sottoscrissero una lettera sinodale ribadendo la loro condanna di Atanasio di Alessandria, Marcello di Ancira e Asclepa di Gaza. Le fonti non permettono di stabilire a quale delle due sedi omonime della Frigia appartenga il vescovo Flacco: al concilio di Nicea la Frigia formava una sola provincia ecclesiastica, mentre era divisa in Frigia Pacaziana e Frigia Salutare al concilio di Sardica.
Apparteneva alla diocesi della Frigia Salutare il vescovo Abercio II che partecipò al concilio di Calcedonia nel 451. Le sue sottoscrizioni al concilio sono sempre comprese tra quelle dei vescovi della Frigia Salutare. Questo vescovo prese il proprio nome dal santo vescovo vissuto nella seconda metà del II secolo.
Di certo, apparteneva alla sede di Geropoli anche il vescovo Michele, ignoto a Le Quien, ma menzionato nelle liste episcopali del secondo concilio di Nicea del 787. Negli atti ufficiali dei concili di Calcedonia e di Nicea II, la sede è sempre chiamata Gerapoli, e mai Geropoli.
Non sono noti nomi di altri vescovi di questa diocesi.
Dal 1921 Geropoli è annoverata tra le sedi vescovili titolari della Chiesa cattolica; la sede è vacante dal 7 marzo 1970.

## Cronotassi

### Vescovi greci
- Sant'Abercio I † (seconda metà del II secolo)
- Flacco ? † (prima del 325 - dopo il 343/344)
- Abercio II † (menzionato nel 451)[9]
- Michele † (menzionato nel 787)

### Vescovi titolari
La presente cronotassi è quella di Catholic Hierarchy integrata con la serie dei vescovi Hieropolitani riportata dagli Acta Apostolicae Sedis.
- Celso Costantini † (22 luglio 1921 - 9 settembre 1922 nominato arcivescovo, titolo personale, titolare di Teodosiopoli di Arcadia)[11]
- Michele Angelo Baldetti † (30 aprile 1923 - 26 dicembre 1923 deceduto)[12]
- Josef Bombera † (13 giugno 1924 - 2 gennaio 1927 deceduto)[13]
- Nicanor Mutiloa e Irurita, C.SS.R. † (17 novembre 1927 - 1º maggio 1935 nominato vescovo di Tarazona)[14]
- Ralph Leo Hayes † (26 ottobre 1935 - 16 novembre 1944 nominato vescovo di Davenport)
- Arthur Hughes, M.Afr. † (3 marzo 1945 - 23 agosto 1947 nominato arcivescovo titolare di Apro)
- Benigno Carrara † (20 dicembre 1947 - 12 maggio 1956 succeduto vescovo di Imola)
- Philip Matthew Hannan † (16 giugno 1956 - 29 settembre 1965 nominato arcivescovo di New Orleans)
- Youhannan Semaan Issayi † (1º settembre 1967 - 7 marzo 1970 succeduto arcieparca di Sehna)